# إيدوبا

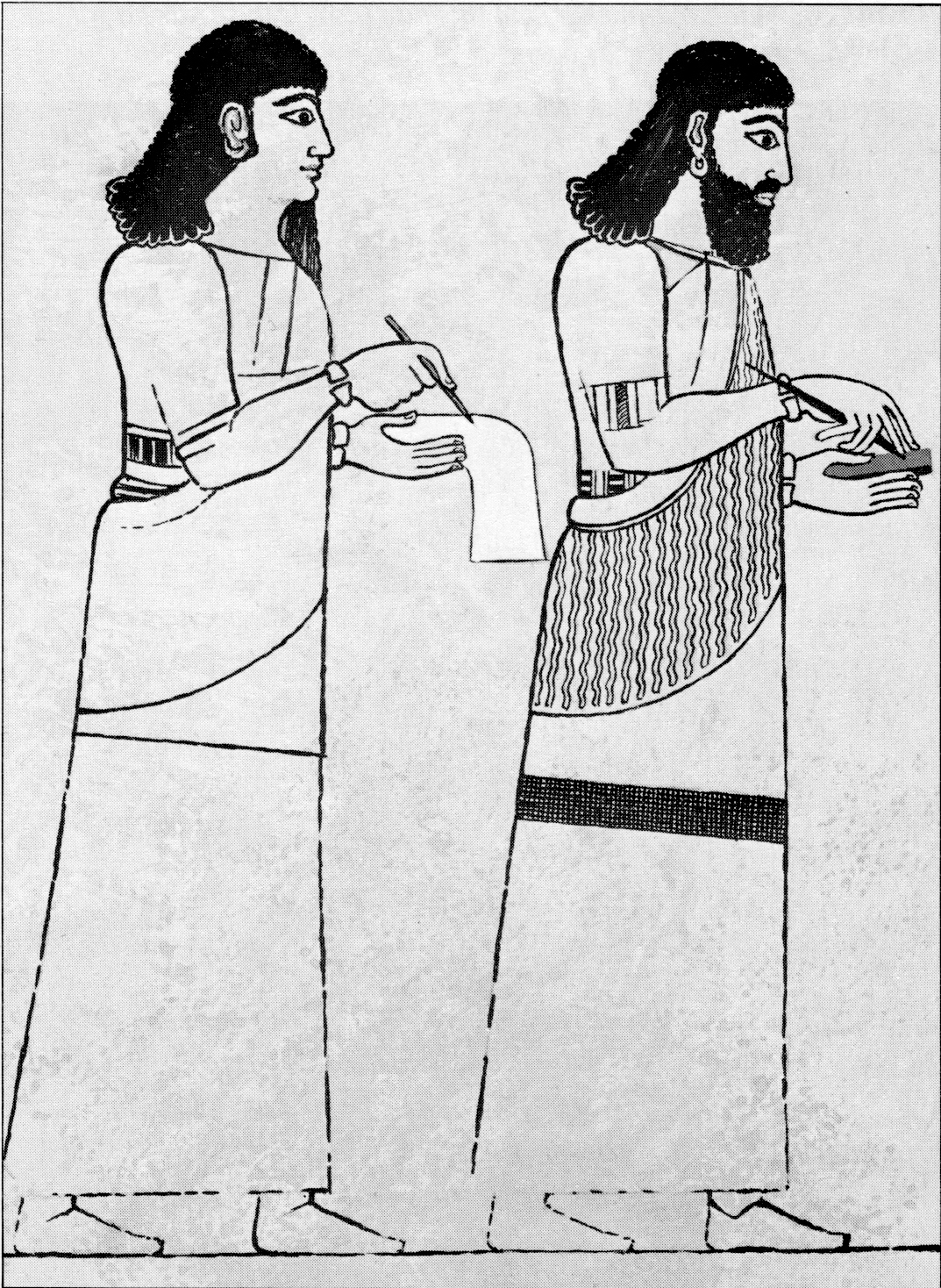
الكتّاب الآشوريون.

إيدوبا هي مدرسة كتابية للغة السومرية. كانت المدرسة هي المؤسسة التي دربت وعلمت الكتّاب الشباب في بلاد ما بين النهرين القديمة خلال أواخر الألفية الثالثة أو أوائل الألفية الثانية قبل الميلاد. مُعظم المعلومات المعروفة عن المدارس الدينية تأتي من النصوص المسمارية التي يعود تاريخها إلى العصر البابلي القديم (حوالي 2000-1600 قبل الميلاد).

## الأدلة الأثرية
تشير الأدلة الأثرية لنظام المدارس البابلية القديمة إلى أن التعليم الكتابي كان على نطاق صغير وكان يتم عادة في منازل خاصة. وقد تم العثور على ألواح مدرسية في مساكن خاصة في العديد من المواقع في جميع أنحاء بلاد ما بين النهرين. وقد فسر علماء الآثار بعض المنازل، التي عثر فيها على أعداد كبيرة من الألواح المدرسية، على أنها "منازل مدرسية" أو منازل كان التعليم الكتابي يتم فيها على الأرجح. أفضل مثال على ذلك هو منزل F في مدينة نفر. وقد تم العثور في هذا المنزل على ما يقرب من ألف ونصف قطعة من الألواح. يعود تاريخها إلى القرن السابع عشر قبل الميلاد (تسلسل زمني قصير) (الجزء الأول من حكم سامسو إيلونا)، وكانت غالبيتها تمارين مدرسية للطلاب. ويوجد في موقع أور اثنان آخران محتملان من "المباني المدرسية". الأول هو منزل يسمى رقم 7 شارع كوايت، حيث تم العثور على عدد أقل من النصوص المدرسية في الموقع ويرجع تاريخها إلى أواخر القرن الثامن عشر أو أوائل القرن السابع عشر قبل الميلاد (تسلسل زمني قصير) (عهد ريم سين الثاني أو في وقت متأخر مثل سامسو إيلونا عام 11). أما المنزل الثاني فهو منزل يسمى رقم 1 شارع برود، حيث تم اكتشاف عدد أكبر من الألواح المدرسية. قد يعود تاريخ بعض النصوص من رقم 1 شارع برود إلى عام 11 من سامسو إيلونا (التسلسل الزمني القصير 1674 قبل الميلاد، التسلسل الزمني الأوسط 1738). لسوء الحظ، فإنه من غير الواضح ما إذا كان هذا المنزل هو المكان الأصلي لاستخدام النصوص المدرسية. ومن المنازل البابلية القديمة الأخرى التي تم فيها تدريب الكتّاب هو منزل رجل يدعى أور أوتو، والذي يقع في مدينة سيبار أمنانوم القديمة.

## نصوص عن الإيدوبا
تعتمد الفكرة الحديثة لكيفية عمل الإيدوبا جزئيًا على الأوصاف الواردة في الأدب السومري (وهذا ينطبق بشكل خاص على الدراسات السابقة - على سبيل المثال، سيوبيرج 1975، وكرامر 1949). تدور أحداث عدد من القصص في مدرسة الكتابة أو تشهد على الحياة التي عاشها طلاب الكتابة. يُشار إلى هذه الأعمال أحيانًا من قبل العلماء المعاصرين باسم "أدب الإيدوبا" (لا ينبغي الخلط بينه وبين المعنى الثاني لهذا المصطلح - أي تأليف يتعلمه وينسخه طلاب الكتبة) أو "قصص المدرسة". وهي تشمل المؤلفات "أيام المدرسة" (إيدوبا أ)؛ "كاتب وابنه المنحرف" (إيدوبا ب)؛ "نصيحة المشرف إلى كاتب أصغر سناً" (إيدوبا ج)؛ "أنشطة الكتبة" (إيدوبا د)؛ "تعليمات الأمية" (إيدوبا هـ)؛ و"لوائح إي-دوبا" (إيدوبا و). وتتطرق بعض الحوارات السومرية أيضًا إلى عناصر من حياة الطلاب، بما في ذلك "حوار بين اثنين من الكتبة" (الحوار 1)؛ "حوار بين إنكي-هنجال وإنكيتا-لو" (الحوار 2)؛ وإنكي-مانشوم وجيريني-إساج (الحوار 3). تشير العديد من الترانيم الملكية، التي تروي مآثر ملوك بلاد ما بين النهرين، أيضًا إلى مؤسسة التعليم؛ وتشمل هذه المؤلفات Šulgi B؛ وLipit-Ešter B؛ وIšme-Dagan V؛ وEnlil-Bani A. كما تشير العديد من الرسائل البابلية القديمة والأمثال أيضًا إلى التعليم الكتابي أو الإيدوبا.
وقد تم التشكيك في الدقة التاريخية لأدب الإيدوبا والنصوص الأخرى التي تشير إلى الإيدوبا - المدى الذي تصف به حقيقة التعليم الكتابي البابلي القديم - في الدراسات الحديثة. تشير الأدلة الأثرية إلى أن التدريب على الكتابة خلال العصر البابلي القديم كان يتم في منازل خاصة، وليس في مؤسسات عامة كبيرة. وقد دفع هذا بعض العلماء إلى اقتراح أن محتوى "أدب الإيدوبا" يشير في الواقع إلى مؤسسة سابقة، ترجع إلى فترة أور الثالثة. ويرى آخرون أن الروايات الأدبية مبالغ فيها أو عفا عليها الزمن، أو أنها تعكس صورة مثالية للنظام المدرسي.

## ألواح تحمل تمارين الطلاب
تم إجراء الكثير من التعلم للطلاب من خلال كتابة التراكيب المسمارية ("النصوص المدرسية") على الألواح الطينية. تم العثور على عدد كبير من الألواح التي تحفظ تمارين الطلاب الكتبة (تسمى "ألواح التمارين") في مواقع مختلفة في الشرق الأدنى. وتأتي هذه النماذج بأشكال وأحجام مختلفة، اعتمادًا على مستوى الطالب ومدى تقدم المهمة. فيما يلي تصنيف لأشكال الألواح التي طورها علماء العصر الحديث، استنادًا في المقام الأول إلى الألواح من مدينة نفر البابلية القديمة. ولكن إلى أي مدى ينطبق نفس التصنيف على ألواح التمارين الرياضية من مدن أخرى كان يتم فيها تدريب الكتبة، ليس واضحاً بعد.

### النوع الأول
الألواح من النوع الأول هي ألواح متعددة الأعمدة تحتوي عادةً على عدة مئات من أسطر مقالة كتبها طالب في عمودين أو أكثر. غالبًا ما تكون هذه الألواح كبيرة بما يكفي لاستيعاب تركيبة كاملة وأحيانًا تحتوي على أجزاء من تركيبات متعددة. في الحالات التي لا يمكن فيها استيعاب التركيبة بأكملها في لوح واحد، يمكن توزيعها على ألواح متعددة.
نظرًا لأن الألواح من النوع الأول تميل إلى أن تكون مكتوبة بعناية شديدة وتحتوي على نصوص طويلة، فمن المفترض أنها تمثل عمل طلاب متقدمين نسبيًا.

### النوع الثاني
تتميز الألواح من النوع الثاني بتنسيقها مع عمودين أو أكثر على الوجه (الجزء الأمامي من اللوح)، وأعمدة متعددة من نص مختلف (عادةً) على الجانب الخلفي (الجزء الخلفي من اللوح). يحتوي العمود الأيسر من الوجه على مقطع أو "مقتطف" من نص مدرسي (عادة ما يكون حوالي 8-15 سطرًا، ولكن في بعض الأحيان يصل إلى 30 سطرًا) مكتوبًا بخط اليد الأنيق، ويفترض أن يكون ذلك بواسطة المعلم. يحتوي العمود (الأعمدة) الموجود على الجانب الأيمن على نسخة من المقطع، مكتوبة عادةً بطريقة غير دقيقة ومن المفترض أن الطالب هو من كتبها. لا بد أن نسخة الطالب قد تم مسحها وإعادة كتابتها عدة مرات، والعديد من ألواح النوع الثاني الموجودة فارغة على الجانب الأيمن (أو كما هو الأكثر شيوعًا، فإن الجانب الأيمن قد انكسر تمامًا). عادةً ما يحتوي ظهر اللوح من النوع الثاني على مقتطف من نص مدرسي مختلف، نص يكون الطالب قد تعلمه في وقت سابق من تعليمه.
ألواح النوع الثاني هي إلى حد بعيد النوع الأكثر شيوعًا من ألواح التمارين الرياضية التي تم اكتشافها في نفر. من المعروف أن عددًا أقل نسبيًا من ألواح النوع الثاني من المواقع الأخرى، ولكن من الممكن أن يكون قد تم العثور على المزيد منها ولكن لم يتم نشرها أبدًا؛ عادةً ما تكون ألواح النوع الثاني مشوهة إلى حد ما (غالبًا ما تكون مكسورة أو ممسوحة)، مما يعني أن اللصوص أقل عرضة للاحتفاظ بها وبيعها، وربما يكون من غير المرجح أن ينشرها المنقبون الأوائل.

### النوع الثالث
الألواح من النوع الثالث، والمعروفة أيضًا باسم ألواح المستخلصات أو إيمجيداس (كلمة سومرية تعني "اللوح الطويل")، هي ألواح ذات عمود واحد تحتوي على مستخلصات (عادةً حوالي 40-60 سطرًا) من مؤلفات أطول، وغالبًا ما تنتمي إلى المراحل المتقدمة من التعليم الكتابي.

### النوع الرابع (العدس)
الألواح من النوع الرابع، والمعروفة أيضًا باسم "العدس"، هي ألواح دائرية تحتوي على سطر واحد أو بضعة أسطر من مقال يكتبه المعلم مرة واحدة ثم مرة ثانية من قبل الطالب. تظهر نسخة الطالب إما أسفل نقش المعلم (وهو أمر نموذجي لألواح نفر)، أو على الجانب الخلفي (وهو أمر أكثر نموذجية للمواقع الأخرى).

### المنشورات
المنشورات هي أجسام طينية كبيرة ذات وجوه متعددة (عادة من أربعة إلى تسعة)، يتم ثقبها من المركز من الأعلى إلى الأسفل بواسطة ثقب. عادةً ما يحمل المنشور نصًا مسماريًا كاملاً، مكتوبًا في أقسام عبر جميع الوجوه.
يبدو أن المنشورات قد تم نقشها على أيدي طلاب كتبة متقدمين، وبكتابة دقيقة للغاية، وهي نادرة نسبيًا. من الممكن تفسير ذلك بأنه كان بمثابة امتحانات. هناك نظرية أخرى مفادها أن هذه النصوص تم إنشاؤها كقرابين نذرية، ليتم تخصيصها في المعابد لآلهة بلاد ما بين النهرين.

## المنهج الكتابي في نفر
تمت إعادة بناء المنهج الدراسي للطلاب الصغار الذين يتعلمون الكتابة في مدارس مدينة نفر من النصوص الموجودة في هذا الموقع والتي يعود تاريخها إلى العصر البابلي القديم. ومن غير الواضح إلى أي مدى تم اتباع نفس المنهج في مدن أخرى.

### التعليم الابتدائي
في المستوى الأول من التعليم الكتابي السومري، تعلم الطلاب أساسيات الكتابة المسمارية والسومرية من خلال كتابة قوائم طويلة من العلامات والكلمات ونسخ النصوص البسيطة. تم تقسيم هذا المستوى من التعليم إلى أربع مراحل.

#### المرحلة الأولى: تقنيات الكتابة
في المرحلة الأولى من التعليم، تعلم الطلاب أساسيات الكتابة المسمارية: كيفية العمل بالطين وتشكيل الألواح، وكيفية التعامل مع القلم، وكيفية عمل العلامات الأساسية، وكيفية كتابة أشياء بسيطة مثل الأسماء الشخصية. في التمارين الأولى للمرحلة الأولى، قام الطلاب بشكل متكرر بنسخ العناصر الثلاثة للعلامة المسمارية: الإسفين الرأسي، والإسفين الأفقي، والإسفين المائل. بمجرد إتقان أشكال الإسفين، يمكن للطالب البدء في دمجها لإنشاء علامات بسيطة. تُظهر بعض ألواح التدريب الطالب وهو يمارس علامة بسيطة أو علامات مرارًا وتكرارًا. بعد ذلك، تعلم الطالب كيفية كتابة قائمة من العلامات المعروفة باسم الأبجدية المقطعية ب (يشار إليها أحيانًا أيضًا باسم "الكتاب التمهيدي السومري"). يتألف كل مدخل في هذه القائمة من عدد قليل من العلامات أو المقاطع التي تشبه أحيانًا الكلمات السومرية أو الأسماء الشخصية ولكنها في الواقع تحتوي على القليل من المعنى. لقد تم تصميمها لتعليم الطالب أشكال العلامة الصحيحة. خارج نفر، تم تدريس قائمة مماثلة - تُعرف باسم الأبجدية المقطعية أ - بدلاً من الأبجدية المقطعية ب. في بعض الحالات، كان على الطالب أيضًا كتابة أعمدة من الكلمات الأكدية، لتشكيل قائمة تُعرف باسم المفردات المقطعية أ.
هناك قائمة أخرى مصممة لتعليم الطلاب أساسيات الكتابة المسمارية وتعرف باسم تو-تا-تي. في هذه القائمة، كتب الطلاب مجموعات من العلامات مجمعة حسب أصواتها الأولية. تمثل كل علامة مسمارية مقطعًا لفظيًا (على عكس الأبجدية الإنجليزية، حيث يمثل كل حرف صوتًا)، وبالتالي، على سبيل المثال، يتكون التسلسل "تو-تا-تي" من ثلاث علامات. تم ترتيب العلامات داخل كل مجموعة في القائمة حسب أصوات الحروف المتحركة: -u متبوعًا بـ -a متبوعًا بـ -i. تم كتابة كل علامة في المجموعة أولاً على سطر منفصل، ثم تم كتابة العلامات الثلاث معًا على سطر رابع. وبالتالي فإن أول 8 أسطر من تو-تا-تي هي:
تو
تا
تي
تو-تا-تي
نو
نا
ني
نو-نا-ني
كما تعلّم الطلاب في المرحلة الأولى من تعليمهم كيفية كتابة قوائم بالأسماء الشخصية، بما في ذلك الأسماء السومرية أو الأكدية.

#### المرحلة الثانية: قوائم الأسماء الموضوعية
في المرحلة الثانية من التعليم الكتابي الابتدائي، بدأ الطلاب في تعلم الكلمات والرموز الكتابية. قاموا بحفظ وكتابة قوائم منظمة موضوعيًا للأسماء (والتي تطورت فيما بعد إلى القائمة المعجمية للألفية الأولى UR 5 .RA = hubullu). من خلال حفظ هذه القائمة، تعلم الطلاب كلمات سومرية للأشياء في فئات مختلفة، بما في ذلك الأشجار والأشياء الخشبية؛ القصب والأشياء المصنوعة من القصب؛ الأوعية والطين؛ الجلود والأشياء الجلدية؛ المعادن والأشياء المعدنية؛ أنواع الحيوانات واللحوم؛ الحجارة والنباتات، إلخ

#### المرحلة الثالثة: القوائم المتقدمة
في المرحلة الثالثة من التعليم الابتدائي، تعلم الطلاب الأرقام والقياسات والصيغ الشائعة المستخدمة في العقود الاقتصادية. كما تعلموا قوائم أكثر تعقيدًا من تلك التي حفظوها في المراحل السابقة: قائمة العلامات بروتو-إيا، والقائمة الموضوعية بروتو-لو 2، ومجموعة من القوائم الإكليريكية. القوائم (قوائم تحتوي على إدخالات منظمة حسب العلامة الأولى أو الرئيسية )، بما في ذلك بروتو-إيزي وبروتو-كاجال ونيغا. كما تم تعلم قائمة علامات بروتو-ديري خلال المرحلة الثالثة من التعليم الابتدائي. يمكن تعلم عدد من القوائم الأخرى الأقل توثيقًا في هذه المرحلة: قائمة أجزاء الجسم أوغو-مو؛ وقائمة العبارات القانونية (نسخة مبكرة من القائمة المعروفة باسم أنا إيتيشو)؛ وقائمة الآلهة تسمى قائمة آلهة نفر؛ والنسخة البابلية القديمة لقائمة المهن تسمى لو 2 - أزلاغ 2 = أشلاكو؛ وقائمة الأمراض.

#### المرحلة الرابعة: النصوص السومرية البسيطة
في المرحلة الرابعة من التعليم الابتدائي، بدأ الطلاب العمل بجمل كاملة باللغة السومرية. قاموا بنسخ العقود النموذجية والنصوص القانونية - على سبيل المثال، العقود التي توثق بيع المنازل - وأخيرًا، الأمثال السومرية. مع دراسة الأمثال، انتقل الطلاب إلى المستوى الثاني من التعليم، ألا وهو الأدب السومري.

### التعليم المتقدم
يحفظ طلاب التعليم المتقدم النصوص الأدبية السومرية ويكتبونها، بدءًا من الأمثال البسيطة ثم التقدم إلى أعمال أطول بكثير.

#### الرباعية
في المرحلة الانتقالية من التدريب الكتابي الابتدائي إلى التدريب الكتابي المتقدم، يحفظ الطلاب ويكتبون أربعة مؤلفات أدبية تُعرف باسم "الرباعية". يتضمن الرباعي التراكيب التالية:
- لبت عشتار ب
- إيدين داغان ب
- إنليل باني أ
- نيدابا أ

#### العقد
المرحلة الثانية من التعليم الكتابي المتقدم في نفر شملت حفظ وكتابة مجموعة من عشرة مؤلفات أطلق عليها العلماء المعاصرون اسم العقد. يتضمن العقد المؤلفات التالية:
- شولجي أ
- لبت عشتار أ
- أغنية الفأس
- إنانا ب
- إنليل أ
- ترنيمة معبد كش
- رحلة إنكي إلى نفر
- إنانا وإبيه
- مانونغال أ
- جلجامش وخومبابا، النسخة أ

#### مجموعات أخرى من النصوص المنهجية
وقد تم طرح مجموعات أخرى من المؤلفات الأدبية السومرية أيضًا كمجموعات من النصوص التي سيتم تعلمها كجزء من المناهج المدرسية. يُشار إلى إحدى هذه المجموعات باسم "البيت ف الأربعة عشر"، وهو مسمى على اسم البيت البابلي القديم في نفر حيث تم العثور على العديد من نسخ النصوص، إلى جانب أكثر من ألف لوح مدرسي آخر. يتألف البيت ف الرابع عشر من التالي:
- إيدوبا ب
- إيدوبا ج
- جلجامش، إنكيدو، والعالم السفلي
- أعمال ومآثر نينورتا
- ترنيمة شولجي ب
- مرثاة أور
- لعنة أكد
- تعاليم شوروباك
- أيام الدراسة (إيدوبا أ)
- مناظرة بين الأغنام والحبوب
- حلم تموز
- تعليمات المزارع
- حوار إيدوبا 1
- مناظرة بين الفأس والمحراث

كانت هناك مجموعة أخرى من النصوص التي يمكن تعلمها في نفس المرحلة التعليمية التي مر بها العقد، وهي عبارة عن مجموعة مختارة من الرسائل من مراسلات ملوك أور. ومع ذلك، لم يشكل هذا الكتاب مجموعة تعليمية متماسكة؛ ومن الواضح أن الأمر كان متروكًا لمعلمي المدارس الأفراد لتحديد الحروف التي يجب تدريسها. كما تعلم طلاب الكتبة في بابل القديمة في نفر على الأقل مجموعتين أخريين من الرسائل الأدبية: "مجموعة الرسائل السومرية (SEpM)، وهي مجموعة موحدة إلى حد ما تضم ثمانية عشر رسالة وأربعة مؤلفات أخرى، ومراسلات ملوك لارسا (CKL)، وهي مجموعة من أربع رسائل من أو إلى حكام لارسا. كما تمت دراسة رسائل أخرى لا تنتمي إلى مجموعة قابلة للتعريف في بعض الأحيان؛ وقد جمعها العلماء المعاصرون معًا تحت مصطلح "رسائل نفر الإضافية" أو "رسائل نفر المساعدة" (ANL).

## حياة الطلاب
من المرجح أن طلاب الإيدوبا بدأوا تعليمهم عندما كانوا أطفالًا صغارًا. كانوا في المقام الأول من الأولاد، على الرغم من وجود كاتبات إناث أيضًا في مجتمع بلاد ما بين النهرين القديم. ترسم أدبيات إيدوبا صورة حية، وإن كانت مزخرفة للغاية، للحياة اليومية لطلاب الكتبة الشباب.
وفقًا لهذه التراكيب، يغادر الصبي منزل والديه في الصباح، ويذهب إلى المدرسة، ويبدأ دروسه لهذا اليوم. وشملت هذه الأمور تلاوة النصوص التي تم تعلمها سابقًا وتشكيل ألواح جديدة للكتابة عليها.
يمكن أن تكون العقوبات المفروضة على سوء السلوك - التحدث خارج الدور، أو الخروج في الوقت الخطأ، أو الكتابة بشكل سيئ، وما إلى ذلك - قاسية: في إحدى الروايات المبالغ فيها، يصف أحد الطلاب تعرضه للضرب ما لا يقل عن سبع مرات في يوم واحد.
بعد يوم دراسي، يعود الطالب إلى منزله مرة أخرى إلى والديه، حيث قد يخبرهما بأحداث يومه أو يتلو عليهما الواجبات المنزلية.
تقدم هذه التقارير في أدبيات الإيدوبا قصصًا مسلية ومتعاطفة في كثير من الأحيان حول حياة طالب كتبة بابل القديمة؛ ومع ذلك، فقد تم إضفاء الطابع المثالي عليها إلى حد كبير، ولا ينبغي افتراض دقتها التاريخية.